# 加用正
加用 正（かよう ただし、1953年5月17日 - ）は日本中央競馬会に所属した騎手及び調教師。栗東トレーニングセンターに所属していた。神奈川県横浜市出身。

## 来歴
1953年、横浜市南区に生まれる。実家はサラリーマン家庭であったが、中学3年生の時に馬事公苑騎手養成課程の様子をテレビで観たことをきっかけに騎手を志した。関東学院附属中学校を卒業後、馬事公苑騎手課程に入所。2年次より京都競馬場の谷八郎の元で研修に入る（書類上は八郎の義父谷栄次郎厩舎）。騎手試験には3度不合格となり、約6年間の下積みを続けた。次いで瀬戸口勉厩舎で半年間の研修を積んだのち、1976年3月に瀬戸口厩舎よりデビューした。
初年度は19勝を挙げ、中央競馬関西放送記者クラブ賞（関西新人賞）を受賞。1978年には46勝を挙げて全国8位となり初のベスト10入りを果たす。1980年、シンザン記念をノトダイバーで制し、重賞初勝利を挙げる。当年には重賞4勝を含め、自己最高記録となる53勝を挙げて全国6位に付けた。以後中堅騎手として安定した成績を保ち、1986年、瀬戸口厩舎からフリーとなる。その後は1992年まで年間20-30勝以上の成績を維持した。
1993年2月、調教師免許を取得し騎手を引退。通算成績は5493戦559勝。GI級競走での勝利はなかったものの重賞20勝を挙げ、「渋く、地味な騎手」という印象を持たれた騎手生活であった。

### 調教師時代
1994年、栗東トレーニングセンターに加用正厩舎を開業。同年6月11日に札幌競馬場第9競走でパリスケイワンが勝利し、延べ24頭目で初勝利を挙げる。1996年、関屋記念をエイシンガイモンが制し、JRA重賞を初勝利。初年度から徐々に勝利数を伸ばしており、2006年、2007年にはそれぞれ31勝を挙げ、2007年度には関西の優秀調教師賞を受賞した。2014年のJBCスプリントをドリームバレンチノで勝利し、G1級競走初制覇。
2024年3月5日をもって定年のため、調教師を引退した。

## 通算成績

### 騎手成績
| 通算成績 | 1着 | 2着 | 3着 | 4着以下 | 騎乗回数 | 勝率 | 連対率 |
| -------- | --- | --- | --- | ------- | -------- | ---- | ------ |
| 平地     | 552 | 560 | 545 | 3,780   | 5,437    | .102 | .205   |
| 障害     | 7   | 11  | 8   | 30      | 56       | .125 | .321   |
| 計       | 559 | 571 | 553 | 3,810   | 5,493    | .102 | .206   |

|            | 日付          | 競走名          | 馬名               | 頭数 | 人気 | 着順 |
| ---------- | ------------- | --------------- | ------------------ | ---- | ---- | ---- |
| 初騎乗     | 1976年3月6日  | -               | カクノホープ       | -    | -    | 2着  |
| 初勝利     | 1976年3月7日  | -               | カクノヤシマ       | -    | -    | 1着  |
| 重賞初騎乗 | 1976年3月6日  | 阪神障害S（春） | マルブツビート     | 13頭 | 12   | 9着  |
| 重賞初勝利 | 1980年1月13日 | シンザン記念    | ノトダイバー       | 11頭 | 5    | 1着  |
| GI級初騎乗 | 1978年4月9日  | 桜花賞          | マンジュデンミキコ | 21頭 | 8    | 13着 |

#### 主な騎乗馬
※括弧内は加用騎乗時の勝利重賞競走。
- ノトダイバー（1980年シンザン記念、きさらぎ賞、1981年・1982年京阪杯）
- ウエスタンジョージ（1980年愛知杯、1981年スポニチ賞金杯、中日新聞杯）
- マルブツウイナー（1980年鳴尾記念）
- マルブツサーペン（1984年毎日杯、1985年京阪杯）
- ダイゴアルファ（1987年毎日杯）
- ヒデリュウオー（1987年中日スポーツ賞4歳ステークス）
- ゴルデンビューチ（1987年小倉記念）
- ダイナカーペンター（1988年阪神大賞典、1989年京都記念）
- トウショウアロー（1989年中日新聞杯）
- マルブツスピーリア（1989年ウインターステークス）
- ダイタクヘリオス（1991年高松宮杯）
- ロングタイトル（1991年神戸新聞杯）
- マルカアイリス（1992年小倉3歳ステークス）

その他
- レインボーアンバー

#### 受賞
- 中央競馬関西放送記者クラブ賞（1976年）

### 調教師成績
|            | 日付           | 競馬場・開催  | 競走名        | 馬名               | 頭数 | 人気 | 着順 |
| ---------- | -------------- | ------------- | ------------- | ------------------ | ---- | ---- | ---- |
| 初出走     | 1994年4月23日  | 4回阪神1日4R  | 4歳未勝利     | ロングシリウス     | 14頭 | 12   | 12着 |
| 初勝利     | 1994年6月11日  | 1回札幌1日9R  | 北斗賞        | パリスケイワン     | 7頭  | 6    | 1着  |
| 重賞初出走 | 1994年5月8日   | 4回阪神6日11R | 京都4歳特別   | パリスケイワン     | 14頭 | 13   | 11着 |
| 重賞初勝利 | 1996年8月4日   | 2回新潟8日11R | 関屋記念      | エイシンガイモン   | 12頭 | 1    | 1着  |
| GI初出走   | 1995年12月10日 | 5回中山4日11R | 朝日杯3歳S    | エイシンガイモン   | 12頭 | 2    | 2着  |
| GI初勝利   | 2014年11月3日  | 10回盛岡3日9R | JBCスプリント | ドリームバレンチノ | 16頭 | 2    | 1着  |

#### 主な管理馬
※括弧内は当該馬の優勝重賞競走、太字はGI級競走。
- エイシンガイモン（1996年・1997年関屋記念、1999年セントウルステークス）
- ランニングゲイル（1997年弥生賞）
- マイネルイースター（2004年阪神スプリングジャンプ）
- コスモヴァレンチ（2004年小倉2歳ステークス）
- マルブツトップ（2005年佐賀記念）
- アズマビヨンド（2005年阪神ジャンプステークス）
- リミットレスビッド（2006年ガーネットステークス、根岸ステークス、東京盃、兵庫ゴールドトロフィー、2007年黒船賞、東京盃、兵庫ゴールドトロフィー、2008年さきたま杯）
- ホワイトメロディー（2007年関東オークス、クイーン賞）
- マイネルスターリー（2010年函館記念）
- ドリームバレンチノ（2012年函館スプリントステークス、2013年シルクロードステークス、兵庫ゴールドトロフィー、2014年JBCスプリント、2016年東京盃）
- アズマシャトル （2015年小倉記念）
- ミツバ （2017年・2018年マーキュリーカップ、2019年川崎記念）
- ウインムート （2018年兵庫ゴールドトロフィー、2019年さきたま杯）
- ゼルトザーム（2023年函館2歳ステークス）[3]

#### 受賞
- 優秀調教師賞（関西）（2007年）

## 主な厩舎所属者
※太字は門下生。括弧内は厩舎所属期間と所属中の職分。
- 小谷内秀夫（1998年-2024年 調教助手）
- 牧浦充徳（2000年-2002年 厩務員、調教厩務員、調教助手）
- 船曳文士（2005年-2009年 騎手）